# Sophronica subhumeralis
Sophronica subhumeralis là một loài bọ cánh cứng trong họ Cerambycidae.